# Niedziela
Niedziela (niedzielaⓘ, skrót ndz. lub niedz.) – dzień tygodnia występujący pomiędzy sobotą a poniedziałkiem. Podobnie jak w wielu innych krajach należących do kręgu cywilizacji chrześcijańskiej, w Polsce niedziela jest dniem wolnym od pracy i dniem świątecznym. Od 2018 r. wprowadzano stopniowo zakaz handlu w niedziele. Od 2020 roku zakaz handlu obowiązuje prawie we wszystkie niedziele.
Według normy ISO 8601 rozumiany jako siódmy.
W tradycji biblijnej – chrześcijańskiej, żydowskiej jest dniem pierwszym. Taka rachuba obowiązuje w niektórych krajach, szczególnie anglosaskich. W niektórych językach jej pozostałością są nazwy większości lub niektórych dni tygodnia (w językach słowiańskich – środy).

## Nazwa
W wielu językach nazwa ukształtowała się wraz z kulturą chrześcijańską, którą przyjmowały i z którą się rozwijały:
- w językach romańskich od łac. feria Dominica, dies Dominicus (dzień Pański, tj. Jezusa Chrystusa) pochodzą np. hiszp. domingo, fr. dimanche;
- takie samo znaczenie ma gr. κυριακή < Κύριος ‛Pan’;
- ros. вoскресенье (waskriesien´je) oznacza ‛zmartwychwstanie’;
- w pozostałych językach słowiańskich nazwa nawiązuje do obowiązku powstrzymania się od pracy (który uważany jest za ważny wyznacznik niedzieli) i pochodzi od psł. ne dělatĭ ‛nie działać = nie pracować’[4]: np. niedziela, cz. neděle, serb.-chorw. nedjelja/недеља, ukr. неділя, biał. нядзеля.

Niedziela wraz z sobotą tworzy współcześnie tak zwany weekend (z ang. week – tydzień, end – koniec), czyli koniec tygodnia.

## Historia
Przez pierwsze trzysta lat istnienia chrześcijaństwa niedziela była pierwszym i głównym jego świętem, jako cotygodniowe wspomnienie misterium paschalnego, swego rodzaju chrześcijańska pascha tygodnia.
Europejska tradycja pozachrześcijańska, również rzymska, łączyła ten dzień z kultem Słońca lub Mitry, czego liczne pozostałości znajdują się po dziś dzień w wielu językach. ‛Dzień Słońca’: np. łac. dies Solis, ang. Sunday, niem. Sonntag. Podobne pozostałości dotyczą również innych dni tygodnia np. sobota była nazywana dniem Saturna, poniedziałek dniem księżyca. Chrześcijanom żyjącym w Imperium rzymskim świętowanie Chrystusa jako światłości świata pozwoliło nadać chrześcijański sens łacińskiej nazwie tego dnia: „dies solis”. Również Hieronim ze Strydonu (+420) wyjaśniał, dlaczego rzymska nazwa dnia dobrze zgadza się z rozumieniem tego dnia przez chrześcijan:

Dzień Pański, dzień Zmartwychwstania, dzień chrześcijan, jest naszym dniem. Jest on nazywany dniem Pańskim, ponieważ właśnie w tym dniu zwycięski Chrystus wstąpił do Ojca. Jeżeli poganie nazywają go dniem słońca, to chętnie się na to godzimy, ponieważ dziś zajaśniało światło świata, dziś ukazało się słońce sprawiedliwości, którego blask przynosi zbawienie.

Św. Justyn (+150) w swej Apologii pierwszej wyjaśniał cesarzowi Antoninusowi Piusowi (138-161), jak chrześcijanie obchodzą niedzielę – dzień słońca:

W dniu zwanym dniem Słońca odbywa się w oznaczonym miejscu zebranie wszystkich nas, zarówno z miast jak i ze wsi. Czyta się wtedy pisma apostolskie lub prorockie, jak długo na to czas pozwala. Gdy lektor skończy, przewodniczący zabiera głos, upominając i zachęcając do naśladowania tych wzniosłych nauk. Następnie wszyscy powstajemy z miejsc i modlimy się za nas samych... oraz za wszystkich, w jakimkolwiek znajdują się miejscu, by otrzymali łaskę pełnienia w życiu dobrych uczynków i przestrzegania przykazań, a w końcu dostąpili zbawienia wiecznego. Po zakończeniu modlitw przekazujemy sobie nawzajem pocałunek pokoju. Z kolei bracia przynoszą przewodniczącemu chleb i kielich napełniony wodą zmieszaną z winem. Przewodniczący bierze je, wielbi Ojca wszechrzeczy przez imię Syna i Ducha Świętego oraz składa długie dziękczynienie (po grecku: eucharistian) za dary, jakich nam Bóg raczył udzielić. Modlitwy oraz dziękczynienie przewodniczącego kończy cały lud odpowiadając: Amen.
Gdy przewodniczący zakończył dziękczynienie i cały lud odpowiedział, wtedy tak zwani u nas diakoni rozdzielają obecnym Eucharystię, czyli Chleb, oraz Wino z wodą, nad którymi odprawiano modlitwy dziękczynne, a nieobecnym zanoszą ją do domów (Apologia pierwsza n. 65 i 67).

Niedziela, jako dzień wolny od pracy i święto chrześcijańskie została ustanowiona świętem państwowym w 321 roku n.e. przez cesarza Konstantyna. Według Jana Pawła II nie było to dla Kościoła przypadkową okolicznością historyczną, do której nie przywiązywał on wagi. Także po upadku cesarstwa Sobory wzywały do zachowania niedzielnego odpoczynku (por. Dies Domini 64 oraz 62). Papież zwrócił też uwagę, że chociaż chrześcijanie wiedzieli, że przestały ich obowiązywać żydowskie formy świętowania szabatu, jednak pozostają w mocy istotne motywy nakazujące świętowanie «dnia Pańskiego», utrwalone w uroczystych słowach Dekalogu (Pwt 5,12-15), które należy odczytywać także w świetle teologii i duchowości niedzieli. 
W treści Dekalogu znajduje się przykazanie obchodzenia szabatu jako siódmego dnia, w którym Bóg odpoczął po pracy tworzenia, który Bóg poświęcił oraz pobłogosławił.
Dla głównego nurtu chrześcijaństwa po dziś dzień niedziela jest dniem świątecznym upamiętniającym zmartwychwstanie Jezusa Chrystusa, który w ten właśnie dzień – pierwszy dzień po szabacie – po swoim zmartwychwstaniu dwukrotnie ukazał się uczniom (Ewangelia Jana 20:19 i 26) oraz łamał z nimi chleb, dzięki czemu został przez nich rozpoznany (Ewangelia Łukasza 24:30 i 35). W tym też dniu gromadziły się pierwsze gminy chrześcijańskie na nabożeństwa oraz łamanie chleba (Dzieje Apostolskie 20:7).

## Praktyki religijne
Katolicy tego dnia uczestniczą w mszy. Protestanci (oprócz np. Adwentystów Dnia Siódmego, Chrześcijan Dnia Sobotniego, Jednoty Braci Polskich) w tym dniu organizują nabożeństwa, których częścią zazwyczaj jest wieczerza Pańska, czyli obrzęd łamania chleba.

## Zakaz handlu
W 2017 roku Sejm przyjął ustawę ograniczającą handel w niedzielę, której projekt był inicjatywą obywatelską Komitetu Inicjatywy Ustawodawczej (m.in. NSZZ „Solidarność”). Od 1 marca do 31 grudnia 2018 roku handel był dozwolony jedynie w pierwszą i ostatnią niedzielę miesiąca, a także dwie niedziele przed Świętami Bożego Narodzenia i jedną niedzielę przed Wielkanocą. W 2019 roku – jedynie w ostatnią niedzielę miesiąca, a także dwie niedziele przed Świętami Bożego Narodzenia i jedną niedzielę przed Wielkanocą. Od 2020 roku – w ostatnią niedzielę w styczniu, kwietniu, czerwcu i sierpniu, dwie niedziele przed Świętami Bożego Narodzenia i jedną niedzielę przed Wielkanocą. Od zakazu handlu w niedziele przewidziano ponad 30 wyjątków.